# 火怨・北の英雄 アテルイ伝
『火怨・北の英雄 アテルイ伝』（かえん きたのえいゆう アテルイでん）は、2013年1月11日から2月1日まで、NHK BSプレミアムのBS時代劇で放送されたテレビドラマ。NHK総合テレビでも同年3月23日・3月30日に土曜ドラマの枠で「大型時代劇」として放送された（全4回分を前後編の2部構成に再編集して放送）。
原作は高橋克彦の『火怨 北の耀星アテルイ』。東日本大震災で被災した岩手県への「応援歌」として製作され、現代編と称する、東日本大震災で被災した岩手県民・日高タキの回想という体で物語は進行する。

## 登場人物

### 大墓の人々
阿弖流為（あてるい）
演：大沢たかお
大墓の族長・阿久斗の次男。
弓馬の名人で、その腕前は兄・阿万比古にも勝る。直情径行な性格で、神前でも憚らないなどの行動は、たびたび父母を心配させている。大墓の人々と狩猟や祭などを行って平和に暮らしていたが、ヤマトの侵略は毅然として抵抗の意思を示す。
阿万比古・阿佐斗らがヤマトに捕えられると、呰麻呂らの反乱に加勢して多賀城を焼き払った。一度は平城京へ赴きヤマトの豊かさを知るが、蝦夷の不当な扱いを目の当たりにしてついにヤマトとの対決を決断。阿久斗から族長の地位を譲られて、蝦夷軍を率いる。当初は局地戦で勝利を続けるが、次第に戦局が悪化。さらに戦乱で陸奥の自然が失われて行くことに嘆き、坂上田村麻呂の焦土作戦を見て戦意を失い降伏した。その後、天皇に「なぜ蝦夷を憎み、殺すのか」と問うために上京するも叶わず、母礼とともに処刑される。
佳那（かな）
演：内田有紀
大伴氏に仕える下女。
捨て子の出身で、大伴須受の下で育てられた。後に阿弖流為を見初め、須受の仲立ちを受けて結婚する。阿弖流為をよく支え、また一子・星丸にも恵まれた。最後は阿弖流為の願いで、里人らとともに津軽へと落ち延びる。
阿万比古（あまひこ）
演：石黒賢
阿弖流為の兄。
落ち着いた性格で、また知恵者でもあり、弟の信頼も厚い。特に獣を罠にかけるのが上手かったという。
伊治城に捕えられた阿佐斗を救うために阿弖流為らとともに夜襲を決行するが、ヤマト軍に敗れて捕えられる。呰麻呂の口添えで命は助けられるが、奴婢として平城京へと連行されてしまう。都では不当な扱いを受けた上に殺されそうになるも、坂上田村麻呂によって保護され、坂上家の奴婢として仕えるようになる。その才覚は田村麻呂にも認められ、坂上家の舎人に抜擢され、やがて初位の位階を授かって朝廷へと出仕するまで出世する。
都では一度、阿弖流為と邂逅しているが、その時には既に陸奥へ帰ることを拒み、ヤマト人として渉決心を固めていた。やがて田村麻呂が征夷副使として蝦夷征伐へ従軍すると、田村麻呂の命で阿弖流為の暗殺を実行しようとするが、かつての情から果たすことは出来ず、却って捕えられた上で自刃した。
阿久斗（あくと）
演：神山繁
阿弖流為の父。胆沢・大墓の族長。
ヤマトに従わず、しかし抵抗して被害を出すことも嫌う守旧的な思想の持ち主。そのため、ヤマトを憎む阿弖流為とは意見を対立させることが多い。
当初は志波の人々と結託してヤマトに対抗せんとしていたが、ヤマトの胆沢・志波への侵攻で多くの被害を産み、さらに阿佐斗・阿万比古が相次いでヤマトに捕えられると士気を失い、大墓からの退去を決断する。だがヤマトへの恨みを捨てきることはできず、阿弖流為がヤマトへの交戦を誓うと、族長の地位を譲り渡した。
海浦（あまうら）
演：江波杏子
阿弖流為の母。
大墓の巫女的な存在であり、また予知夢の能力を持っている。
阿佐斗（あさと）
演：高梨臨
阿弖流為の妹。
容姿端麗だが、兄たちとともに狩猟に出るなど勇ましい性格。
父の命で志波の波押人と結婚するが、ヤマトが志波に侵攻した際、捕虜となって伊治城へ送られてしまう。その乱戦の際に馬に頭部を蹴られて記憶を失い、また性格も正気でなくなってしまった。後に多賀城へ送られるが、呰麻呂らの叛乱に乗じた阿弖流為によって救出される。その後も障害を残していたが、落雷のショックで記憶と正気を回復する。しかし正気を失っていた間の記憶はなく、里が荒廃しているのを目の当たりにする。
羽弥 / 古美 / 真守
演：君嶋麻耶（羽弥） / 水野直（古美） / 角野哲郎（真守）
大墓の若者たち。
ヤマトの侵攻に抵抗することを唱えており、最後まで阿弖流為とともにヤマトと戦う。
星丸（ほしまる）
演：吉田拓馬（幼少期：宇多翔輝）
阿弖流為と佳那の間に生まれた息子。

### 志波の人々
波奴志己（わぬしこ）
演：西岡德馬
志波の族長。
大墓の阿久斗とは誼があり、婚姻を通じてさらに強固な関係を結んでヤマトと対抗しようと画策している。阿久斗が消極策に出ようとすると強硬に反対し、族長会議でも徹底抗戦を主張する。その後は蝦夷軍の中心的存在になるが、巣伏の戦いで道嶋御楯の矢によって戦死する。
古天奈（こてな）
演：伊藤歩
波奴志己の娘。
女性ながら弓を取る武人。いつしか阿弖流為と行動を共にすることが増え、また想いを寄せるようになるが、阿弖流為が佳那と結婚すると身を引く。父の戦死後は志波の族長として阿弖流為を支え、他の族長が脱落していく中でも阿弖流為と行動を共にした。最後に坂上田村麻呂を討とうと先陣を斬るも、矢を受けて討ち死にする。
波押人（わおひと）
波奴志己の息子、古天奈の兄。
大墓との同盟のために阿佐斗を妻に迎える。しかしヤマトの志波侵攻の際に戦死してしまった。

### その他の蝦夷
母礼（もれ）
演：北村一輝
盤具公。
早くからヤマトへ降り、地方官吏への道を志す俘囚の一人。ヤマトに恭順することで陸奥国の安定を願っていたが、ヤマトの残虐な蝦夷平定策を目の当たりにし、呰麻呂とともに決起する。その際に阿弖流為と知己となり、呰麻呂の没後はその第一の仲間として行動を共にするようになる。その経歴からヤマト軍の軍略などに詳しく、蝦夷軍の参謀として辣腕をふるう。戦局が悪化していく中でも最後まで阿弖流為と行動を共にし、降伏、処刑まで傍らに居続けた。
延手（えんで）
演：橋本じゅん
上野国で刀匠を営む男性。元蝦夷。
平城京で坂上田村麻呂に蕨手刀を献上するが、その帰り道に阿弖流為と知り合う。阿弖流為に都での蝦夷の扱いを教え、彼が製鉄技術を欲していると知ると協力を約束し、後に技術者たちを引き連れて大墓に現れる。その技術を駆使して蝦夷軍に大量の鉄器を提供するが、製鉄による自然破壊に阿弖流為は心を痛めることになる。
呰麻呂（あざまろ）
演：大杉漣
伊治公。
俘囚たちの代表格。伊治郡大領として伊治城で経営にあたり、また蝦夷征伐にも従軍していたが、ヤマトの理不尽な行いに義憤を感じ、再び蝦夷としてヤマトに抵抗することを決意。母礼らとともに伊治城で紀広純らを殺害し、多賀城をも占拠する。その後は追われる身となったため、里人を連れて大墓へ流れ、阿久斗に里人を、阿弖流為にヤマトとの戦いを託した後、乱の責を一身に自害した。
岩木牟良（いわき むら）
演：麻実れい
津軽の里の女族長。
癖のある人物と形容される。最北の地である津軽はヤマトからの圧迫とは無縁であった。そのために阿弖流為が同盟を持ちかけると、中立の立場を崩さずに拒否したが、ヤマトの強大さには心当たりがあるのか、阿弖流為を諫める発言をした。後に阿弖流為から大墓の里人の命を託され、阿弖流為の覚悟を認め、それを受けた。
諸絞（もろくり）
演：石倉三郎
稗貫の族長。
呰麻呂の乱の際に協力を求められるがヤマトの力を恐れて断った。その後も消極的な姿勢であったが、阿弖流為の檄を前にして、他の族長たちとともにヤマトへの交戦を決める。当初は勝利に酔い、さらなる増援を決めていたが、戦局が悪化すると乙代とともに多賀城へ赴き、坂上田村麻呂に降伏する。
乙代（おとしろ）
演：渡辺哲
和賀の族長。
諸絞と同じく呰麻呂からの援軍の依頼は断っていたが、後に阿弖流為の檄に共鳴し、ヤマトへの交戦を決める。しかし戦局が悪化すると諸絞とともに坂上田村麻呂の元に降伏する。田村麻呂からは諸絞とともに反乱の責任として坂東への移民を命じられた。
八十嶋（やそしま）
演：苅谷俊介
蝦夷の族長の一人。
呰麻呂には同情的で、ヤマトへの不信感を募らせていた。後に諸絞や乙代らとともに、阿弖流為のヤマトへの反抗に加わる。
伊佐西古（いさせこ）
演：渡辺憲吉
蝦夷の族長の一人。
諸絞・乙代・八十嶋らとともに阿弖流為の決起に共鳴し、ヤマトへの反抗を誓う。

### 大伴の里
大伴須受（おおとも すず）
演：原田美枝子
陸奥国で馬飼いを営む豪族の女。
信濃国の出だが、一族の内紛によって陸奥に流れてきた。ヤマト人ではあるが陸奥の人々とも積極的に交流しており、安価で馬を売って生計を立てている。大墓の里とも交流があり、阿弖流為とも親交がある。
ヤマトと蝦夷の対立が表面化すると、阿弖流為たちに同情を示す一方で、ヤマト側の「協力すれば信濃へ帰れる」という甘言に逆らい切れず、和平を望みながらも双方に協力するという複雑な立場に立たされることになる。最後まで和平の道を探るも叶わず、最後は大墓の里人らとともに津軽へ移住する。
多比良（たいら）
演：浜田学
大伴須受に仕える下僕。
須受の側近で、須受の命で蝦夷への諜報などを行った。津軽移住まで須受と行動を共にする。

### ヤマトの人々
桓武天皇（かんむてんのう）
（山部親王 → 桓武天皇）
演：近藤正臣
第50代天皇。名は山部（やまべ）。
皇太子の時分から蝦夷征伐に意識を向けており、紀広純に胆沢・志波の蝦夷攻略と柵の築城を命じる。即位して後、平安な世を作るという大義のため、平安京への遷都、そして幾度と蝦夷を平定の軍を派兵する。特に蝦夷軍の大将である阿弖流為の首級に執着し、後に田村麻呂の阿弖流為ら助命嘆願をも一蹴する。
坂上田村麻呂（さかのうえ の たむらまろ）
演：髙嶋政宏
ヤマトの豪族。
代々武人の家系に生まれ、自身も武人である。皇太子の頃より桓武天皇に信を置かれている。近衛将監の時分、都で殺されそうになっていた阿万比古を見かけ、その命を救って奴婢とする。その後も何かと阿万比古には目をかけていた。後に征夷副使、次いで征夷大将軍に任命され、蝦夷征討に従事する。正攻法よりも阿弖流為暗殺や懐柔などの奇策を好み、最終的に阿弖流為らを降伏させることに成功した。阿弖流為らを認め、桓武天皇に助命を嘆願するが、認められることはなかった。
道嶋大楯（みちしま の おおたて）
演：斎藤洋介
陸奥国牡鹿郡大領。
陸奥の在地豪族でありながら、蝦夷に強い差別意識を持っている。蝦夷征討では実務官として行動し、胆沢・志波攻略に着手するが、伊治城で部下であった呰麻呂によって刺殺される。
紀朝臣広純（きのあそん ひろずみ）
演：吉見一豊
陸奥介。
陸奥国府の多賀城で蝦夷征伐の指揮を執るために奈良より派遣されてきた貴族。在地豪族や俘囚を従えて胆沢・志波攻略を目論むが、呰麻呂の反乱によって伊治城で死亡する。
道嶋御楯（みちしま の みたて）
演：山下徹大
道嶋大楯の息子。
父と同じく蝦夷に対する差別意識を持っている。蝦夷征討では父とともに実務官として行動していたが、呰麻呂の反乱で父を失い、自らもからがら伊治城を逃れた。その後は父の敵を討つために呰麻呂の行方を追う。またその後の蝦夷征討軍にも参加している。
紀朝臣古佐美（きのあそん こさみ）
演：林泰文
征東大使。
呰麻呂の乱によって混乱する蝦夷を平定するため、桓武天皇に任じられて5万の兵を率いて陸奥へ出兵する。梅雨を前に決戦を決めようとするも果たせず、巣伏の戦いで大敗を喫してしまう。
入間広成（いるま の ひろなり）
演：春田純一
征東副使。
紀古佐美の副将として蝦夷征伐に従軍。実戦の指揮官として蝦夷と矛を交えた。しかしお世辞にも良将とは言えず、愚策を披露して蝦夷軍の罠にかかり大敗を喫する。
大伴宿禰弟麻呂（おおとものすくね おとまろ）
演：並樹史朗
征夷副使。
征東大使の位に就いていたが、桓武天皇より直々に征夷大使の名を与えられ、紀古佐美に続く二度目の蝦夷大征伐の軍を率いて陸奥へ入る。
巨勢朝臣野足（こせのあそん のたり）
演：陰山泰
征夷副使。
坂上田村麻呂らと同時に、征東副使から征夷副使へ任命される。その際、戦況への楽観を語ったために桓武天皇から叱責されてしまう。
百済王俊哲（くだらのこにきし しゅんてつ） / 多治比浜成（たじひ の はまなり）
演：小井土一章（俊哲） / 一岡裕人（浜成）
征夷副使。
坂上田村麻呂や巨勢野足らとともに征夷副使に任命され、陸奥へ派遣される。

### 現代の人々
日高タキ（ひだか たき）
演：畑中美耶子
釜石総合病院に入院している女性。
亡夫が阿弖流為の研究をしていたローカルの学者であり、その遺品である原稿を採取していた。阿弖流為と蝦夷の歴史を知らない大西に、夫から聴かされていた蝦夷の歴史を語る。その後退院するが、大西に夫の原稿を託し、阿弖流為の名を広めることを託す。
大西水樹（おおにし みずき）
演：山下容莉枝
釜石総合病院の女性医師。
東京からやってきたために東北の歴史に詳しくなく、阿弖流為はおろか蝦夷すら知らなかった。そのためタキの蝦夷と阿弖流為の話の聞き役となる。

## スタッフ
- 原作：高橋克彦『火怨 北の耀星アテルイ』
- 脚本：西岡琢也
- 音楽：川井憲次
- 演奏：コンセール・レニエ
- 歌：おおたか静流
- 語り：畑中美耶子[注 1]
- 時代考証：熊谷公男
- 殺陣指導：新実
- 馬術指導：田中光法
- 舞踊指導：EBATO
- 製鉄監修：一関市ホッパの会
- 撮影協力：岩手県盛岡市 / 奥州市 / 北上市 / 住田町 / 金ケ崎町 / 遠野市 / 釜石市 / 栃木県宇都宮市 / 長野県千曲市
- 資料提供：JAXA / 奈良県奈良市
- 制作統括：真鍋斎 / 鹿島由晴
- 演出：佐藤峰世 / 田中英治
- 制作：NHKエンタープライズ
- 制作・著作：NHK

## 放送日程
| 各話   | 放送日  | サブタイトル       | 演出     |
| ------ | ------- | ------------------ | -------- |
| 第1回  | 1月11日 | 蝦夷と呼ばれた人々 | 佐藤峰世 |
| 第2回  | 1月18日 | 族長の決意         | 佐藤峰世 |
| 第3回  | 1月25日 | 悲しき宿命         | 田中英治 |
| 最終回 | 2月01日 | 最後の願い         | 佐藤峰世 |